# متال چرچ
متال چرچ (به انگلیسی: Metal Church) یک گروه هوی متال آمریکایی بود که در سال ۱۹۸۰ و با نام اولیهٔ شَرپنِل در سیاتل، واشینگتن واشنگتن بنیان‌گذاشته شد.
اولین آلبوم استودیویی متال چرچ که هم‌نام خود گروه بود در سال ۱۹۸۴ منتشر شد و آخرین آلبوم‌شان با نام این زمین بی‌حاصل فعلی در سال ۲۰۰۸ روانهٔ بازار شد. آلبوم متال چرچ در دوره‌ای منتشر شد که ترش و اسپید متال هنوز در حال شکل‌گیری بودند و این آلبوم تاثیر مهمی در تکامل این ۲ ژانر هوی متال داشت، حرکتی که با آلبوم تاریک (۱۹۸۶) ادامه پیدا کرد.
متن ترانه‌های متال چرچ که اغلب سیاه و تاریک بود در ابتدای کارشان بیشتر شامل مضامینی هم‌چون ناسازگاری و ترس بود که بعدها به موضوع‌های فلسفی و تفسیرهای اجتماعی گسترش پیدا کرد.
متال چرچ پس از انتشار ۵ آلبوم و در سال ۱۹۹۴ از هم‌فروپاشید اما ۴ سال بعد اعضای گروه دوباره گردهم آمدند. آن‌ها تا سال ۲۰۰۸، ۴ آلبوم استودیویی دیگر و ۱ آلبوم لایو منتشر کردند تا این‌که در ۷ ژوئن ۲۰۰۹ خبر فروپاشی مجدد متال چرچ از طریق وب‌سایت گروه اعلام شد.

## آلبومها

### آلبوم‌های استودیویی
| نام آلبوم                  | سال انتشار |
| ۱. Metal Church            | ۱۹۸۴       |
| ۲. The Dark                | ۱۹۸۶       |
| ۳. Blessing in Disguise    | ۱۹۸۹       |
| ۴. The Human Factor        | ۱۹۹۱       |
| ۵. Hanging in the Balance  | ۱۹۹۴       |
| ۶. Masterpeace             | ۱۹۹۹       |
| ۷. The Weight of the World | ۲۰۰۴       |
| ۸. A Light in the Dark     | ۲۰۰۶       |
| ۹.This Present Wasteland   | ۲۰۰۸       |